# Odio amarte
«Odio amarte» es el sencillo debut del dúo estadounidense Ha*Ash, integrado por las hermanas Hanna Nicole y Ashley Grace. Fue escrita originalmente en inglés y se lanzó oficialmente el 23 de abril de 2002 como el primer sencillo de su álbum de estudio debut Ha*Ash. En 2021, formó parte del EP, Lo más romántico de: Ha*Ash.
La canción logró ponerse en el gusto del público adolescente en México y se convirtió en una de las canciones más escuchadas en las estaciones de radio del país. En el año 2014, la canción fue regrabada para formar parte de su primera producción discográfica en vivo Primera fila: Hecho realidad.

## Antecedentes y lírica
En los créditos del álbum está acreditado como compositor del tema «Odio amarte» solo Áureo Baqueiro, sin embargo, en los registros de ASCAP están acreditados Baqueiro junto a Ashley Grace, Hanna Nicole. Está inspirada en una historia de Ashley que, según sus palabras, «se había enamorado de un amigo de su hermano porque le había agarrado la mano», y por ello decía que «odiaba amarlo». Inicialmente, la canción fue escrita por las hermanas en su lengua materna (el inglés), es por ello que debieron recurrir a su productor Áureo para que las ayudara con la traducción al español. El tema ha sido incluido en todas las giras del dúo, sin embargo, en el último tour la Gira 100 años contigo fue incluida inicialmente, pero desde 2019 ha sido interpretada solo en los conciertos realizados en México.

## Vídeo musical
El vídeo oficial de la canción fue estrenado en el año 2002. El concepto del vídeo fueron las sombras, para representar el ser interno de las personas, el vídeo fue grabado por el director Adrián Gallardo en México. En él se ven a las chicas en un comienzo cruzando la calle mientras cantaban, para terminar reunidos con su banda dando un «miniconcierto» por las calles de Ciudad de México. Fue subido a las plataformas de YouTube en el año 2010. A finales de febrero de 2019 cuenta con 17 millones de reproducciones.
El 11 de agosto de 2011 se estrenó un vídeo en vivo de la canción para incluido en el DVD del álbum A tiempo, el cual muestra a las hermanas interpretando la versión de forma acústica junto a su banda. En el año 2012 se volvió a grabar una versión en vivo, esta vez en concierto e integrada en la edición especial de dicho álbum.
El 8 de mayo de 2015 se subió una versión de la canción en el álbum Primera fila: Hecho realidad. Fue dirigido por Nahuel Lerena y Pato Byrne. El vídeo incluye a las chicas y a su banda interpretando la canción frente al público asistente a su concierto privado para su álbum, a medida que llegan al primer coro de la canción aparecen mariachis con guitarra, trompetas y acordeones para darle un nuevo ritmo a la canción. A finales de febrero de 2019 cuenta con 52 millones de reproducciones.

## Otras versiones en álbum
El 7 de julio el dúo grabó una nueva versión de la canción, presentada en vivo para su primera producción discográfica en vivo Primera fila: Hecho realidad. Esta vez fue versionada con mariachis en honor a México, por ser el primer país en apoyar su música. Fue grabada en un concierto privado en los Estudios Churubusco, México. Se publicó junto al disco el día 11 de noviembre de 2014.
| N.º  | Título        | Escritor(es)              | Director(es)                    | Duración |  |
| 1.   | «Odio amarte» | Ashley · Hanna · Baqueiro | Mitchell · Noriega · De La Loza | 4:18     |  |
| 4:18 |               |                           |                                 |          |  |

## Créditos y personal
Créditos adaptados de las notas del álbum.

### Grabación y gestión
- Grabado en Brava!, Manu Estudio/Cosmo Estudios (Ciudad de México)
- Mezclado en Manu Estudios
- Masterización en El Cuarto de Máquinas
- Administrado por Columbia / ATV Discos Music Publishing LLC / Westwood Publishing

### Personal
- Armando Ávila: bajo, guitarra acústica, guitarra eléctrica, teclado, ingeniería de grabación, arreglo musical
- Áureo Baqueiro: producción, teclado, voces de fondo, ingeniería de grabación, arreglo musical
- Michelle Batrez: voces de fondo
- Fanny Chernitsky: voces de fondo
- Pepe Damián: batería
- Rodolfo Cruz: ingeniería de grabación, mezcla
- Luis Gil: masterización

## Posiciones en la lista
| Listas (2002)   | Mejor posición |
| --------------- | -------------- |
| México (Top 20) | 2              |